# Cimetière La Bouteillerie
Pour un article plus général, voir Cimetières de Nantes.
Le cimetière La Bouteillerie est un lieu d'inhumation situé à Nantes, en France, dans le quartier Malakoff - Saint-Donatien. Il est ouvert depuis 1774.

## Description
Le cimetière La Bouteillerie est situé à environ 700 mètres à l'est de la cathédrale. Il est longé, au nord, par la rue Gambetta et, à l'ouest, par la rue Frédéric-Cailliaud, qui la sépare du jardin des Plantes. À l'est, le cimetière est bordé par des propriétés privées bordant la rue de Coulmiers. Au sud, le site est également bordé par des propriétés, et des voies privées en cul-de-sac, perpendiculaires au mur d'enceinte du cimetière et débouchant sur la rue d'Allonville.
Deux entrées permettent l'accès à La Bouteillerie : l'entrée principale située au nord-ouest, sur la place de la Médaille-Militaire, à l'angle de la rue Gambetta et de la rue Frédéric-Cailliaud ; une autre, à l'angle nord-est, rue Gambetta.
Globalement, le cimetière forme un grand rectangle d'environ 400 mètres de long sur 170 mètres de large, orienté ouest-sud-ouest - est-nord-est.

## Historique

### Origines
Une étude géologique, menée avant des achats de terrains en 1929, permet de déterminer que le sol de La Bouteillerie est constitué d'anciennes alluvions de la Loire, dites « Terrasses moyennes », constituées d'argile sableuse avec lits de sables, graviers et cailloux roulés. Le toponyme a pour origine l'activité du lieu lorsqu'il était possession de l'évêque de Nantes, au Moyen Âge. Le prélat y disposait de vignes et de chais. Le vin y était mis en bouteille, d'où « La Bouteillerie ». Vendu par l'évêque Daniel Vigier, en 1320, le terrain a appartenu, en 1523, à la famille de la marquise de Sévigné, en 1554, à Christophe Vavasseur, puis à la famille de Coutances. Les Chartreux l'acquièrent au XVIIe siècle.
En 1774, sur arrêt du Conseil d'État du Roi Louis XVI, la propriété est achetée par les paroisses de Saint-Clément, Sainte-Croix, Saint-Denis, Saint-Laurent, Saint-Léonard, Sainte-Radegonde, Saint-Vincent et de la collégiale Notre-Dame pour en faire leur cimetière commun.
C'est le 10 mars 1776 qu'une Déclaration royale réglemente les inhumations à l'intérieur des églises. Celles-ci ne sont pas interdites, mais les nouvelles conditions les réservent de fait à une minorité de privilégiés. Deux ans avant cette promulgation, en avance sur son temps, la ville de Nantes achète la tenue de La Bouteillerie, y construit un cimetière. Il reçoit la bénédiction le 25 octobre 1774 et le premier enterrement, qui y a lieu le jour même, est celui de René Jannequin, environ treize ans, et le deuxième dont on a la trace est celui de Guillaume Grou, armateur nantais. Celui-ci avait émis pour dernière volonté d'être enterré en l'église Saint-Clément, mais les nouvelles règles concernant l'interdiction d'inhumation dans les édifices religieux contrarièrent ce souhait.
Face à l'église Saint-Clément se trouvait un cimetière datant, au moins, du XVe siècle, destiné aux familles catholiques de la paroisse. Un oratoire (la chapelle du Champ-Fleuri) y avait été élevé. Ce cimetière et cette chapelle sont abandonnés à la création du cimetière de La Bouteillerie, où la grille d'entrée du cimetière de Champ-Fleuri est transférée. Ce portail était surmonté d'une sculpture représentant un navire : un brigantin sculpté dans la pierre. Le cimetière en tire son nom originel, le Grand brigandin. Le portail a disparu, le nom est supplanté par « La Bouteillerie ».

### Évolution

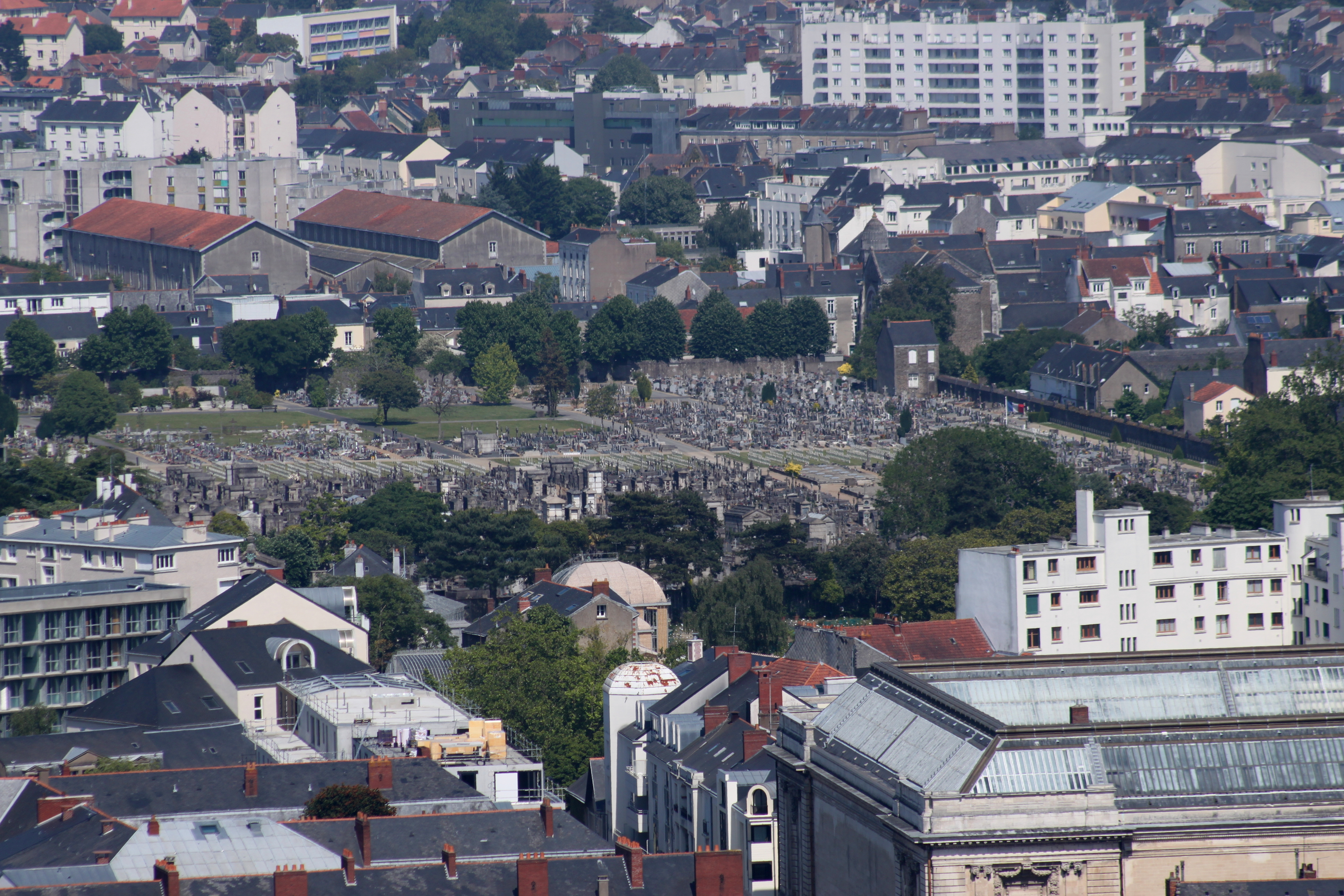
Vu de la Tour Bretagne.

Si, en 1809, une étude établit que les 10 500 m2 couverts par le cimetière sont suffisants pour satisfaire aux besoins des trois paroisses qui l'utilisent, ce n'est plus le cas en 1832, année au cours de laquelle la mairie déplore les cas habituels en cas de manque de place : pour inhumer de nouveaux défunts, on retourne des parcelles où les cadavres n'ont pas achevé leur décomposition. Par échange de terrain, la municipalité augmente la superficie de La Bouteillerie de 65 ares. En 1890, ce sont 15 000 m2 qui sont acquis, le maire Ernest Guibourd de Luzinais faisant la prévision que cet agrandissement serait le dernier, car suffisant « pour cette partie de la ville ». En 1898, cependant, Nantes adjoint 6 700 m2 au cimetière afin de se permettre de procéder « dans l'avenir à l'agrandissement du cimetière ».

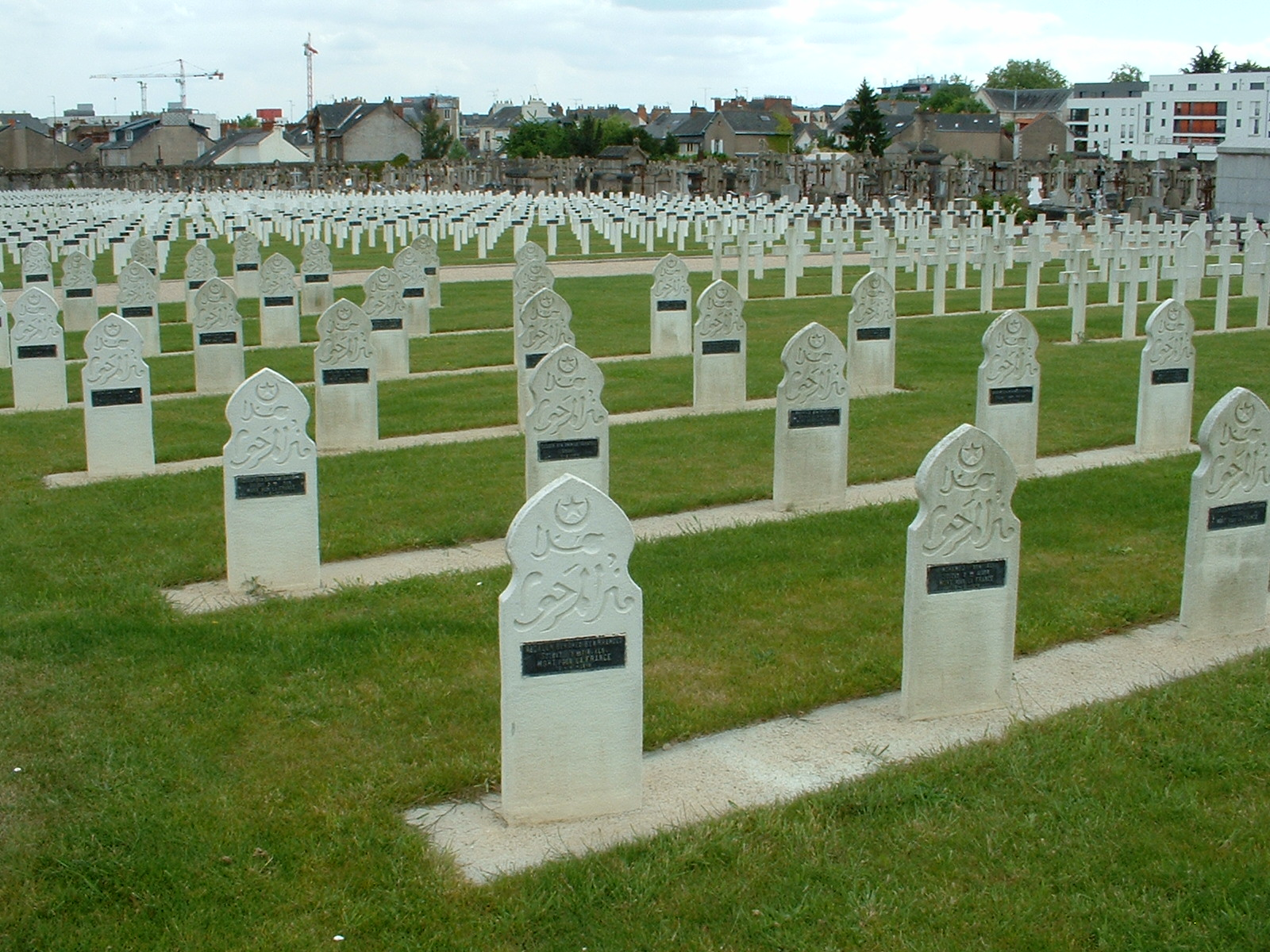
Carré militaire de la Bouteillerie

L'Histoire provoque une modification la structure de la Bouteillerie : le  30 octobre 1914, l'administration fait ouvrir la section destinée à l'inhumation des soldats morts. Il faut en effet, entre cette date et 1919, inhumer tous ceux qui succombent dans les hôpitaux militaires établis à Nantes durant la Première Guerre mondiale. En 1918, 2 500 m2 de la Bouteillerie sont consacrés à la création d'un cimetière militaire, où 1 533 tombes sont implantées. Seules 560 ont droit à la mention « Mort pour la France », et l'État verse une indemnité pour 620 sépultures. Dans ce carré reposent, au début du XXIe siècle, 1 781 soldats  anglais, belges, russes, polonais, allemands et français, ainsi que des combattants venus des colonies françaises (Algériens, Sénégalais, ou d'autres avec des noms aux consonances asiatiques). Pour compenser l'espace utilisé, la ville achète 7 739 m2 de terrains voisins, dont une partie est dévolue au cimetière, qui compte désormais une superficie d'environ 6 hectares. En 2008, à l'occasion des 90 ans de l'armistice de 1918, le carré militaire a été rénové par dix personnes dans le cadre d'un chantier d'insertion.
Le bateau à vapeur d'excursion le Saint-Philibert, effectuant la liaison depuis l'île de Noirmoutier vers le continent, fait naufrage en 1931. Ce drame entraîne la mort de près de 500 personnes. Ayant constaté que 54 des corps retrouvés n'ont pas de proches ou de famille pour leur donner une sépulture, la ville de Nantes décide de leur offrir des obsèques solennelles, et les fait enterrer à la Bouteillerie. Ils sont transférés à Saint-Jacques quelques années plus tard.

## Hôtes célèbres ou remarquables
Dans le cimetière de la Bouteillerie figure sur une tombe l'épitaphe « Ici repose le corps de dame Escher, née Charlotte Melcion d'Arc. 6 mars 1810, 18 septembre 1875. Un De Profundis. CAP 13865 ». Pour certains il s'agirait d'une descendante de Jacquemin d'Arc, le frère ainé de Jeanne d'Arc.
Parmi les tombes de personnalités, on remarque : Ange Guépin, René Guy Cadou, Camille Mellinet, Alphonse Bedeau, Évariste Colombel, Georges-Évariste Colombel, Serge Danot, Augustin Darbefeuille, César Jules Decré, Hippolyte Dubois, Théodore Auguste Dubigeon, Jules Grandjouan, Léa Papin, Armel de Wismes, Olivier de Wismes, Charles-André de La Jaille, Charles Édouard de La Jaille, Morin-Jean, Floresca Guépin, Henry Wilfrid Deville, Émile Dezaunay, Léon Maître, André Lebois, Guillaume Grou et son épouse Anne O'Shiell, Mathurine Fourchon, Famille Cassegrain, Famille Sourdille, Michel Bassi, Anna Philip, Alain Le Bras, Félix Benoist, Charles Brunellière, l'artiste peintre Renéfrance Ladmirault.
D'ailleurs, un parcours de visite pour découvrir ces hôtes célèbres est proposé par l'accueil du cimetière.

## Statuaire
En 1839, Charles-Mathurin d'Haveloose, négociant nantais né à Angers, lègue une forte somme à la ville de Nantes. Pour honorer sa mémoire, l'architecte de la ville, Henri-Théodore Driollet, réalise un monument, la stèle Haveloose, sur laquelle est inscrit : « À Haveloose, le bienfaiteur des pauvres, la bienfaisance et la charité rendent hommage ». Cette œuvre est placée près de la conciergerie du cimetière.
À gauche de l'entrée historique du cimetière, un bas-relief intitulé Vers l'infini, œuvre de Blanche Moria est exposé depuis 1928.

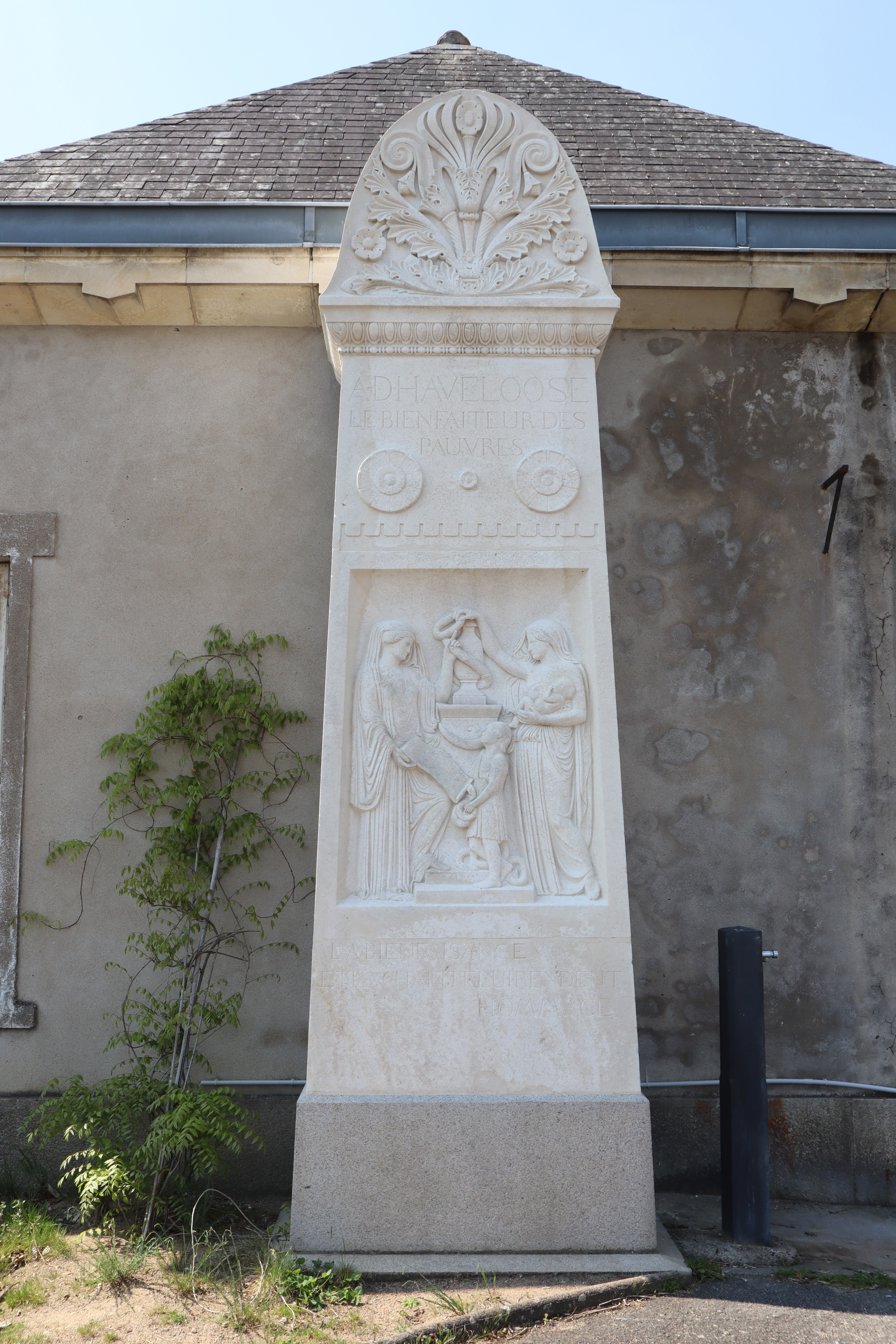
Stèle Haveloose.
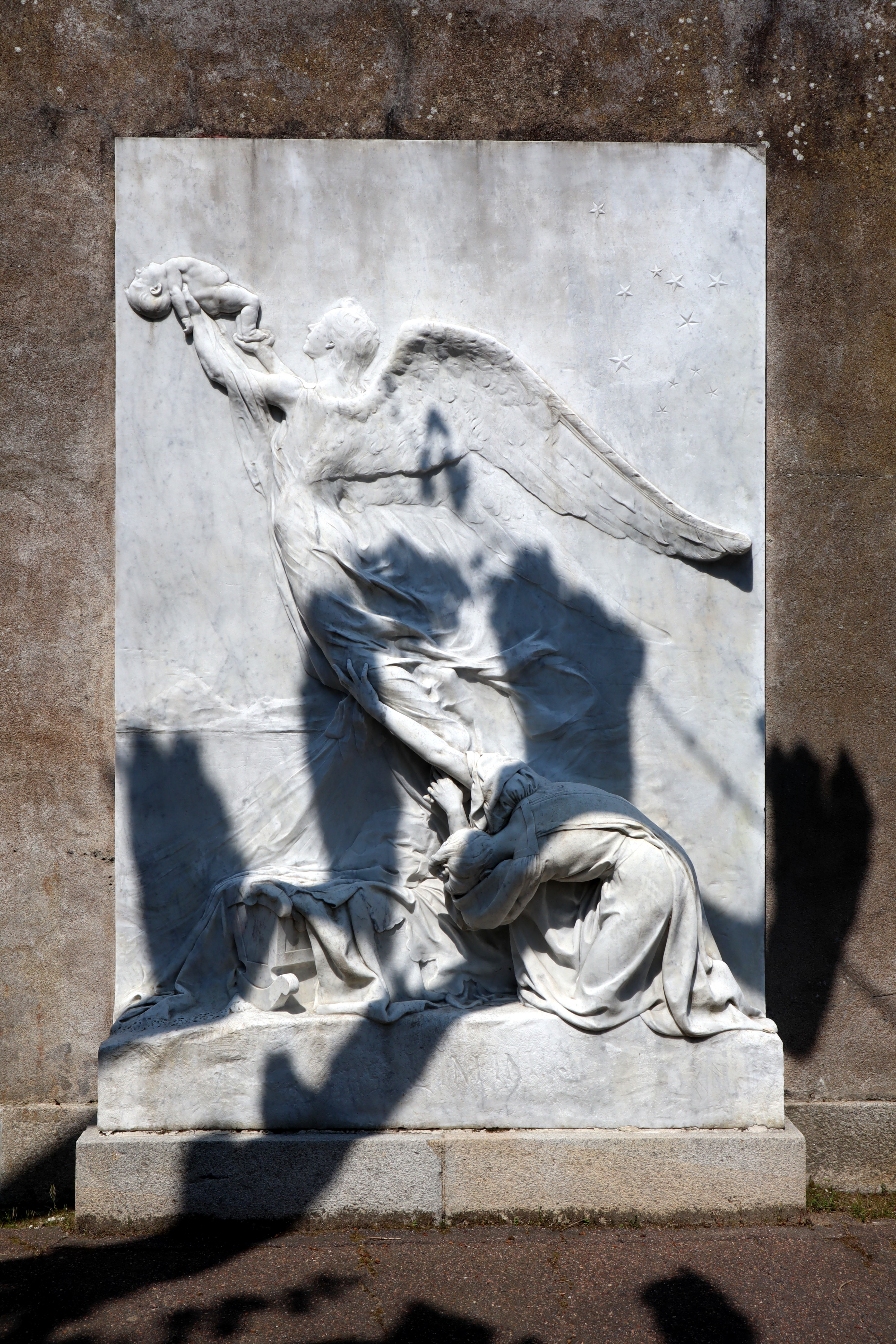
Vers l'infini.

## Tournage
Le cimetière sert de décor pour le tournage du téléfilm Meurtres à Guérande de la série Meurtres à... en octobre 2014, mais l'action est censée se dérouler au cimetière de Bayonne.

### Sources et bibliographie

#### Ouvrages utilisés pour la rédaction de l'article
- Jean-Luc Flohic, Le Patrimoine des communes de la Loire-Atlantique, t. 2, Charenton-le-Pont, Flohic éditions, coll. « Le patrimoine des communes de France », 1999, 1383 p. (ISBN 2-84234-040-X)
- Claude Kahn et Jean Landais, Des Lieux de mémoire : les quinze cimetières de Nantes, Nantes, Ouest éditions et Université inter-âges de Nantes, décembre 1990, 224 p. (ISBN 978-2-908261-01-1, LCCN 92161105)
- Madeleine Lassère, Les cimetières de Nantes au XIXe siècle, t. 101, Rennes, Université de Haute-Bretagne, coll. « Les annales de Bretagne et des pays de l'Ouest » (no 4), 1994 (ISSN 2108-6443), p. 139-160
- Éric Lhommeau et Karen Roberts, Guide du cimetière de la Bouteillerie Nantes, Nantes, Le Veilleur de nuit, 2009, 88 p. (ISBN 978-2-9528652-5-8).
- Éric Lhommeau et Karen Roberts, Les Artistes dans les cimetières nantais, Nantes, Le Veilleur de nuit, 2013, 91 p. (ISBN 979-10-90603-03-5).

#### Autres ouvrages
- Pierre Lelièvre, Nantes au XVIIIe siècle : urbanisme et architecture, Paris, Éditions Picard, coll. « Architecture », 1988, 296 p. (ISBN 978-2-7084-0351-2)
- Gaëtan de Wismes, Les Personnages sculptés des monuments religieux et civils, des rues, places, promenades et cimetières de la ville de Nantes : du petit nombre de ceux qui existent, de quelle manière on devrait l'accroître, Vannes, Lafoly, 1898, 112 p.